# Судова влада України
Судова влада України — рівносильно з виконавчою та законодавчою гілкою влади є однією з гілок влади відповідно до статті 6 Конституції України. Органи судової влади здійснюють свої повноваження у межах, встановлених Конституцією України та відповідно до законів України.

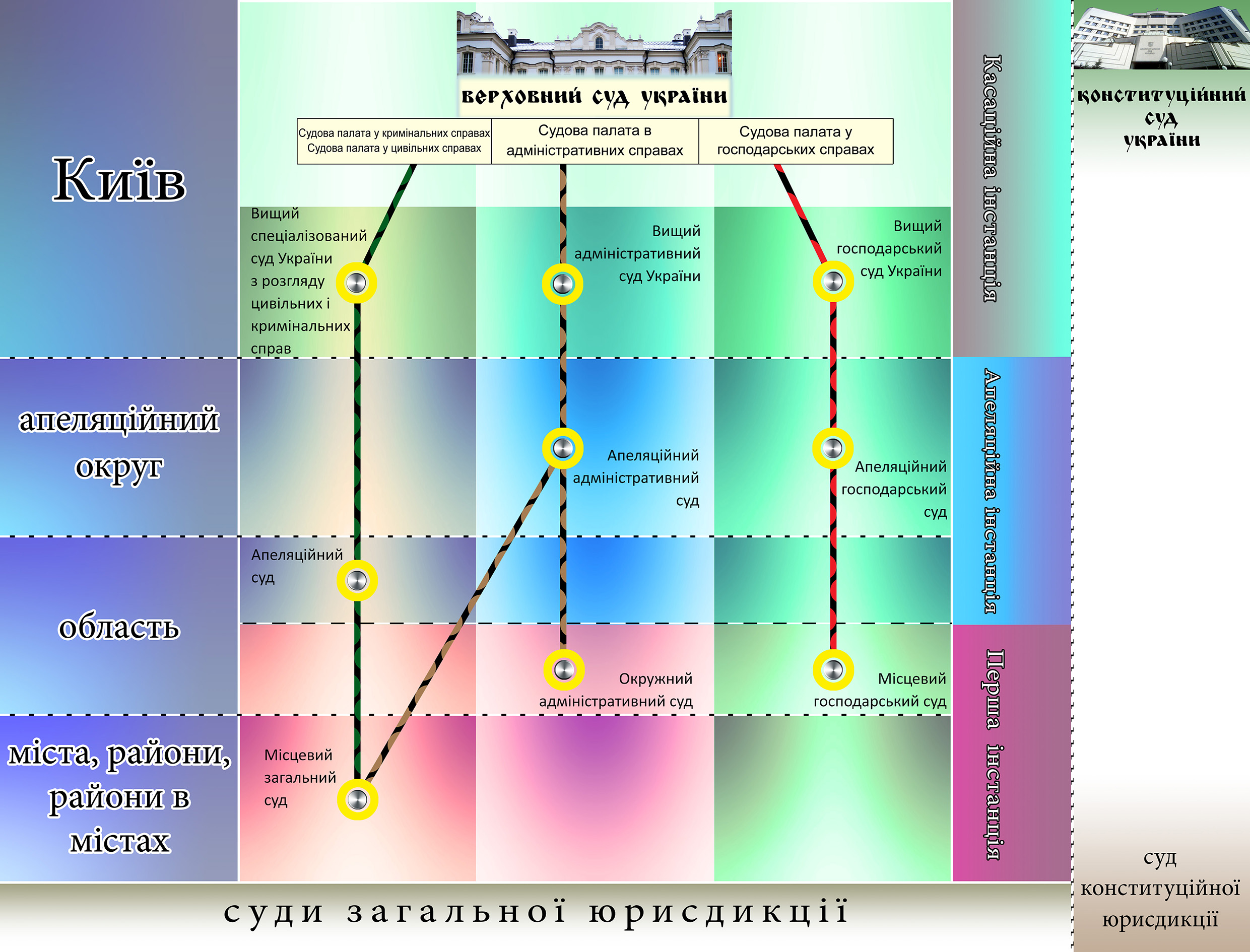
Композиційна будова судової влади України з урахуванням принципів територіальності, спеціалізації та інстанційності. Була актуальною до імплементації реформи 2016 року

В Україні кожному гарантований судовий захист права спростовувати неправдиву інформацію про себе та членів своєї сім'ї, права вимагати вилучення будь-якої інформації, а також право на компенсування майнової та моральної шкоди, завданої збиранням, зберіганням, використанням та поширенням такої неправдивої інформації.
Не допускається створення і діяльність організаційних структур політичних партій в органах виконавчої та судової влади й виконавчих органах місцевого самоврядування, військових формуваннях, а також на державних підприємствах, у навчальних закладах та інших державних установах і організаціях. Заборона діяльності об'єднань громадян здійснюється лише судовим порядком.
Кожен має право після використання всіх національних засобів правового захисту звертатися за захистом своїх прав і свобод до відповідних міжнародних судових установ чи до відповідних органів міжнародних організацій, членом або учасником яких є Україна.
Судоустрій, судочинство, статус суддів, засади судової експертизи, організація та діяльність прокуратури, органів дізнання і слідства, нотаріату, органів і установ виконання покарань, основи організації та діяльності адвокатури визначається тільки законами України.
Суди ухвалюють судові рішення іменем України та вони є обов'язковими до виконання на всій території України. 
Суди можуть ухвалювати (постановляти/видавати):
- Вироки;
- Постанови;
- Рішення;
- Ухвали;
- Судові накази.

## Судова система
Судоустрій в Україні будується за принципами територіальності та спеціалізації.
Найвищим судом у системі судоустрою України є Верховний Суд.

Композиційна будова судової влади України з урахуванням принципів територіальності, спеціалізації та інстанційності. Актуальна після імплементації реформи 2016 року